# Фраучи, Александр Камиллович
Алекса́ндр Ками́ллович Фра́учи (4 января 1954, Ростов ― 2 июня 2008) ― российский классический гитарист и музыкальный педагог, профессор Российской академии музыки имени Гнесиных, Заслуженный артист России, лауреат всероссийского и международного конкурсов, сын скрипача и гитариста Камилла Фраучи, внук деятеля советских органов госбезопасности Артура Артузова.

## Биография
Александр Фраучи начал заниматься музыкой в возрасте восьми лет под руководством своего отца Камилла Фраучи. С 1969 по 1973 год он учился в Музыкальном училище при Московской консерватории у Александра и Натальи Ивановых-Крамских. В 1979 году он окончил Уральскую консерваторию под руководством В. М. Деруна.
После окончания консерватории последовали победы на Всероссийском конкурсе в Ленинграде в 1979 году и Международном в Гаване в 1986. Александр Фраучи выступал с концертами и мастер-классами в странах Европы, Америки и Азии. Он записал три музыкальных альбома (1982, 1994 и 1997 годы). В 1996 году во Франции была издана книга «Гитарный метод А. Фраучи».
В 1980 году Александр Фраучи начал преподавать в Российской академии музыки имени Гнесиных. Более 20 учеников Фраучи разных лет стали лауреатами различных международных конкурсов. Среди них такие гитаристы как Никита Кошкин, Игорь Лютиков, Анастасия Бардина, Валерий Чайкин, Евгений Финкельштейн, Александр Пономарчук, Зот Малахов, Дмитрий Илларионов, Вадим Кузнецов, Александр Чехов, Дмитрий Нилов, Владимир Доценко, Алексей Зимаков, Владимир Хлоповский и другие. В 1998 он стал профессором Российской академии музыки.
Похоронен на Миусском кладбище (4 участок).

## Награды и звания
- Лауреат второй премии (первая не присуждалась) II Всероссийского конкурса исполнителей на народных инструментах (Ленинград, 1979)
- Лауреат первой премии Международного конкурса гитаристов (Гавана, 1986)
- Заслуженный артист России

## Память
В 2009 году по инициативе вдовы музыканта Марии Латинской-Фраучи был основан Международный конкурс и фестиваль имени Александра Фраучи. Он проводится раз в 2 года и является крупнейшим гитарным конкурсом в России и СНГ.